# The Responder
The Responder (bra: The Responder; prt: The Responder: O Agente) é uma série de televisão de drama policial escrita por Tony Schumacher e estrelada por Martin Freeman, Adelayo Adedayo, Ian Hart e MyAnna Buring. Foi ao ar na BBC One em 24 de janeiro de 2022.
No final de março de 2022, a série foi renovada para uma segunda temporada.

## Elenco e personagens
Principal
- Martin Freeman como Chris Carson
- Adelayo Adedayo como Rachel Hargreaves
- Warren Brown como Raymond Mullen
- MyAnna Buring como Kate Carson
- Emily Fairn como Casey
- Josh Finan como Marco
- Philip S. McGuinness como Ian
- Mark Womack como Barry
- Ian Hart como Carl Sweeney
- Rita Tushingham como June Carson
- Kerrie Hayes como Ellie Mullen
- Faye McKeever como Jodie Sweeney
- David Bradley como Davey
- Christine Tremarco como Diane Gallagher
- Amaka Okafor como Deborah Barnes
- James Nelson-Joyce como Greg Gallagher

Recorrente
- Elizabeth Berrington como Lynne Renfrew
- Philip Barantini como Steve
- Philip Whitchurch como Joe
- Romi Hyland-Rylands como Tilly Carson

Convidados
- Victor McGuire como Trevor
- Dominic Carter como Bernie Wilson
- Matthew Cottle como Padre Liam Neeson
- Dave Hill como Billy
- Sylvie Gatrill como Mary
- Sonny Walker como Stevo Marsh
- James Ledsham como Enno
- Connor Dempsey como Kyle
- David Ayres como Andy
- Kieron Urquhart como Paul
- Harry Burke como Liam

## Recepção
O Rotten Tomatoes deu à série um índice de aprovação de 100%, com uma nota média de 8,7/10, com base em 15 críticas. O consenso dos críticos diz: "The Responder é implacavelmente sombria e inescapavelmente absorvente, com a atuação de Martin Freeman carregando o drama". No Metacritic, a série tem uma pontuação média ponderada de 86 em 100, com base em 9 avaliações, indicando "aclamação universal".[carece de fontes?]

## Prêmios e indicações
| Ano  | Prêmio                                    | Categoria                      | Indicado(s)                                                                              | Resultado | Referências |
| ---- | ----------------------------------------- | ------------------------------ | ---------------------------------------------------------------------------------------- | --------- | ----------- |
| 2022 | Edinburgh TV Awards                       | Melhor Drama                   | The Responder                                                                            | Venceu    | [ 5 ]       |
| 2023 | Royal Television Society Programme Awards | Melhor Série Dramática         | The Responder                                                                            | Indicado  | [ 6 ]       |
| 2023 | Royal Television Society Programme Awards | Melhor Atriz Coadjuvante       | Adelayo Adedayo                                                                          | Indicado  | [ 6 ]       |
| 2023 | British Academy Television Awards         | Melhor Série Dramática         | Chris Carey, Laurence Bowen, Tony Schumacher, Tim Mielants, Rebecca Ferguson, Toby Bruce | Indicado  | [ 7 ]       |
| 2023 | British Academy Television Awards         | Melhor Ator                    | Martin Freeman                                                                           | Indicado  | [ 7 ]       |
| 2023 | British Academy Television Awards         | Melhor Ator Coadjuvante        | Josh Finan                                                                               | Indicado  | [ 7 ]       |
| 2023 | British Academy Television Awards         | Melhor Atriz Coadjuvante       | Adelayo Adedayo                                                                          | Indicado  | [ 7 ]       |
| 2023 | British Academy Television Craft Awards   | Melhor Música Original: Ficção | Matthew Herbert                                                                          | Indicado  | [ 7 ]       |
| 2023 | British Academy Television Craft Awards   | Melhor Roteiro: Drama          | Tony Schumacher                                                                          | Indicado  | [ 7 ]       |